# Kilifina
Kilifina inquilina es una especie de araña araneomorfa de la familia Mysmenidae. Es el único miembro del género monotípico Kilifina. Es originaria de Kenia.